# Kurt Rambis
Darrell Kurt Rambis, né le 25 février 1958 à Cupertino en Californie, est un joueur américain de basket-ball reconverti à la fin de sa carrière en entraîneur. Il est entraîneur des Knicks de New York après le limogeage de Derek Fisher de mai à juillet 2016, avant que la franchise ne décide d'embaucher Jeff Hornacek et de remercier Rambis qui présentait alors un bilan de 9 victoires pour 19 défaites à la tête de l'équipe. Il est actuellement conseiller pour la franchise des Lakers de Los Angeles.
Il est quatre fois champion NBA en tant que joueur et deux fois en tant qu'entraîneur-adjoint toujours avec les Lakers de Los Angeles.